# The Dreamstone
The Dreamstone (A Pedra dos Sonhos no Brasil e em Portugal) é uma série de televisão britânica exibida entre 1990 e 1995.
O conceito original e as ilustrações foram criados por Michael Jupp. A série foi produzida pelo estúdio Filmfair e exibida pela ITV. Em 1996, a Filmfair foi comprado por um grupo canadense de animação, Cinar, hoje conhecido como Cookie Jar Entertainment.
A história de The Dream Stone acontece em um Universo paralelo e é focada principalmente na luta entre o bem (personificado pelo mago The Dream Maker ou Senhor dos Sonhos), e do mal (representado por Zordrak, o "Senhor dos Pesadelos").
Cada episódio tem basicamente o mesmo enredo: Zordrak instrui seus capangas a roubar a Dreamstone (Pedra dos sonhos), que ele planeja destruir, para que a praga dos pesadelos domine o mundo dos sonhos.
Para isso, Zordrak conta com Urpgor(Biruta), seu homem de confiança e cientista cuja tarefa é encontrar meios para que os Urpneys (Trolhas) - liderados pelo Sargento Blob (Verruga), atravessem a Mist of Limbo (Brumas de Limbo) uma região encoberta por uma vasta névoa roxa que dá acesso à "Terra dos sonhos".
Geralmente, o plano de Zordrak falha. O principal problema é a covardia e a incompetência dos Urpneys (Trolhas), que muitas vezes não querem mais do que "ir para casa" e comer alguns sanduíches.
A trilha do seriado foi realizada pela Orquestra Filarmônica de Londres.

## Dubladores
- John Franklyn Robbins (Senhor dos Sonhos)
- Stuart Lock (Rufus)
- Nancy Hendry (Ambarina)
- Anthony Jackson (Nug)
- Jackie Clarke (Wildit)
- Leonard Whiting (Biruta)
- Gary Martin (Zordrak)
- Richard Tate (Sargento Verruga)
- Melvyn Hayes (Frizz)
- Gary Martin (narrador)